# 邵佳一
邵 佳一（しょう かいつ、Shao Jiayi, 1980年4月10日 - ）は中華人民共和国出身で元同国代表の元プロサッカー選手。ポジションはミッドフィールダー。

## 来歴

### クラブ
北京市出身。1998年に地元の北京国安でデビュー。
2003年に移籍金100万ユーロで、ドイツ・ブンデスリーガの1860ミュンヘンに移籍。コットブス戦でフリーキックを決めリーグ初ゴールを決めた。しかし同年夏に靭帯損傷でシーズンを棒に振り、1860ミュンヘンも2部に降格した。2006/2007シーズンから、エネルギー・コットブスに移籍。チームの1部リーグ残留に貢献した。2008/2009シーズン、コットブスが2部に降格後も2部でプレイを続けた。2011年にMSVデュイスブルクに加入。同年末に契約を解除し、古巣の北京国安に復帰した。ドイツ1部、2部でリーグ戦通算168試合に出場した。2015年シーズンをもって、現役を引退した。

### 代表
中国代表には2000年にデビュー、10年間で40試合7得点を記録。FIFAワールドカップ2002にも出場したが、グループリーグ・トルコ戦(0-3●)で一発退場してしまった。AFCアジアカップには2004年、2007年の2度出場。04年大会は3得点を決め、大会ベストイレブンに選出された。

### 引退後
引退後、北京国安の体育総監に就任した。その後中国サッカー協会に職を得て、2022年にU-19代表のアシスタントコーチに就任。2024年7月29日、辞任した黒崎久志の後任として、青島西海岸の監督に就任した。

## 人物
長身だが技術も高いレフティー。そのフリーキックは大きな武器で、1860ミュンヘン時代は「中国のベッカム」と称された。
夫人の王海洋は陸上選手で、北京芦城体育学校で知り合った。邵がドイツにいた2004年1月2日に、駐ミュンヘン中国総領事館で入籍した。
2005年6月に長女、07年8月に次女が、共にドイツで誕生している。

## 個人成績
Last update: 17 September 2010
| シーズン | クラブ                 | ティビジョン | 出場 | 得点 |
| -------- | ---------------------- | ------------ | ---- | ---- |
| 1999     | 北京国安               | 1            | 8    | 1    |
| 2000     | 北京国安               | 1            | 15   | 1    |
| 2001     | 北京国安               | 1            | 20   | 3    |
| 2002     | 北京国安               | 1            | 27   | 7    |
| 02-03    | TSV1860ミュンヘン      | 1            | 12   | 1    |
| 03–04    | TSV1860ミュンヘン      | 1            | 5    | 0    |
| 04–05    | TSV1860ミュンヘン      | 2            | 16   | 3    |
| 05–06    | TSV1860ミュンヘン      | 2            | 25   | 4    |
| 06-07    | エネルギー・コットブス | 1            | 29   | 2    |
| 07–08    | エネルギー・コットブス | 1            | 14   | 0    |
| 08–09    | エネルギー・コットブス | 1            | 9    | 1    |
| 09–10    | エネルギー・コットブス | 2            | 25   | 8    |
| 10–11    | エネルギー・コットブス | 2            | 4    | 2    |

## 代表歴

### 出場大会
- 中国代表
  - 2000年 AFCアジアカップ2000 4位
  - 2002年 2002 FIFAワールドカップ 1次ラウンド
  - 2004年 AFCアジアカップ2004 準優勝（ベストイレブン）
  - 2007年 AFCアジアカップ2007 1次ラウンド

### 試合数
- 国際Aマッチ 41試合 8得点（2000年-2010年）[1]

| 中国代表 | 国際Aマッチ | 国際Aマッチ |
| 年       | 出場        | 得点        |
| -------- | ----------- | ----------- |
| 2000     | 3           | 0           |
| 2001     | 10          | 0           |
| 2002     | 3           | 0           |
| 2003     | 0           | 0           |
| 2004     | 9           | 5           |
| 2005     | 4           | 0           |
| 2006     | 3           | 1           |
| 2007     | 5           | 2           |
| 2008     | 1           | 0           |
| 2009     | 1           | 0           |
| 2010     | 2           | 0           |
| 通算     | 41          | 8           |

### 得点
| #  | 開催年月日     | 開催地                       | 対戦国       | 勝敗 | 試合概要                            |
| -- | -------------- | ---------------------------- | ------------ | ---- | ----------------------------------- |
| 1. | 2004年7月21日  | 北京、中国                   | インドネシア | ○5-0 | AFCアジアカップ2004グループリーグ   |
| 2. | 2004年7月21日  | 北京、中国                   | インドネシア | ○5-0 | AFCアジアカップ2004グループリーグ   |
| 3. | 2004年8月3日   | 北京、中国                   | イラン       | △1-1 | AFCアジアカップ2004準決勝           |
| 4. | 2004年11月17日 | 広州、中国                   | 香港         | ○7-0 | 2006 FIFAワールドカップ・アジア予選 |
| 5. | 2004年11月17日 | 広州、中国                   | 香港         | ○7-0 | 2006 FIFAワールドカップ・アジア予選 |
| 6. | 2006年8月16日  | 天津、中国                   | シンガポール | ○1-0 | AFCアジアカップ2007 (予選)          |
| 7. | 2007年7月10日  | クアラルンプール、マレーシア | マレーシア   | ○4-0 | AFCアジアカップ2007グループリーグ   |
| 8. | 2006年7月15日  | クアラルンプール、マレーシア | イラン       | △2-2 | AFCアジアカップ2007グループリーグ   |